# Angelo Conca
Angelo Conca (Milano, 9 marzo 1959) è un ex calciatore italiano, di ruolo centrocampista.

## Carriera
È cresciuto calcisticamente nelle giovanili dell'Inter, e dopo sette campionati e una vittoria in Coppa Italia Primavera contro la Roma nel 1976-1977 viene ceduto in compartecipazione alla Rhodense, squadra militante nel campionato semiprofessionista di Serie D.
Gioca 27 partite segnando 3 reti e contribuendo alla promozione in Serie C2. Con la stessa società nel 1978-1979 disputa il campionato di Serie C2 collezionando 33 presenze con 2 reti.
Nel 1979-1980 viene acquistato a titolo definitivo dal Foggia, la quale ha subito due retrocessioni consecutive, dalla Serie A alla Serie C1. Sotto la guida di Sereni (esonerato alla fine del girone d'andata) ed Ettore Puricelli, il Foggia conquista la Serie B e Conca disputa 24 partite.
Esordisce in Serie B il 14 settembre 1980 in Foggia-Varese (4-1), e disputa 23 partite. Nella medesima annata Conca partecipa a tutti i raduni della nazionale Under-23 allenata da Ferruccio Valcareggi e partecipa alla gara internazionale Italia-Romania a Ferrara.
L'anno successivo (1981-1982), sempre a Foggia sotto la guida di Puricelli e poi Veneranda subentratogli dopo poche giornate, gioca 31 gare. Termina poi il campionato 1982-1983 con una retrocessione; Conca gioca 29 partite segnando 2 reti. La società pugliese lo cede al Catanzaro, appena retrocesso dalla Serie A. Con i calabresi nel 1983-1984 gioca 30 gare. Il Catanzaro retrocede e Conca viene comprato dal Cagliari allenato da Veneranda, già suo allenatore. Con i rossoblù allenati dalla sesta giornata da Renzo Ulivieri gioca 31 partite realizzando una rete in Cagliari-Bari (2-1).
Per il campionato 1985-1986 ritorna in Serie C1 con il Modena allenato da Mascalaito e contribuisce alla conquista della promozione in Serie B dei canarini con 31 partite disputate. Sempre con il Modena disputa il successivo campionato in Serie B giocando 30 partite.
Nel 1987-1988 gioca con la Torres appena promossa, disputando il campionato di Serie C1 con 24 gare giocate.
L'anno successivo (1988-1989) passa ai dilettanti del Sant'Angelo in Promozione. Conca disputa 33 partite con 12 reti e con il Sant'Angelo viene promosso in Serie D. Sempre con la squadra lodigiana trascorre le due successive stagioni di Serie D disputando 31 gare con 6 reti nel 1989-1990 e 30 gare con 4 reti nel 1990-1991.
Disputa i successivi tre campionati dal 1991 al 1994 nella Melegnanese, squadra della sua città, militante nel campionato di Promozione giocando 80 gare con 9 reti.
Conca ha disputato complessivamente 286 gare da professionista con 3 reti (di cui 147 presenze e 3 reti in Serie B) e 87 gare da semiprofessionista con 5 reti.

## Palmarès

### Competizioni regionali
- Promozione: 1

Sant'Angelo: 1988-1989

### Competizioni nazionali
- Serie C1: 1

Modena: 1985-1986